# Wangfujing

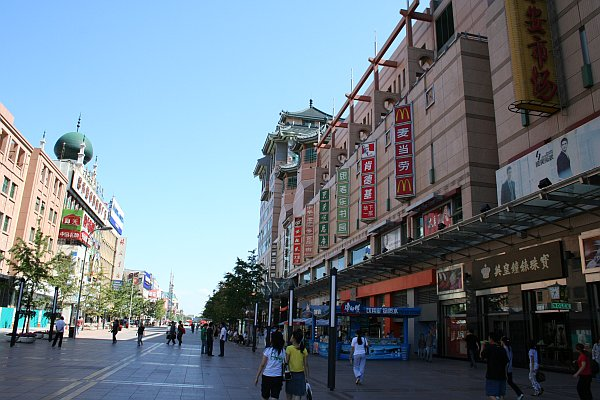
Calle peatonal de Wangfujing

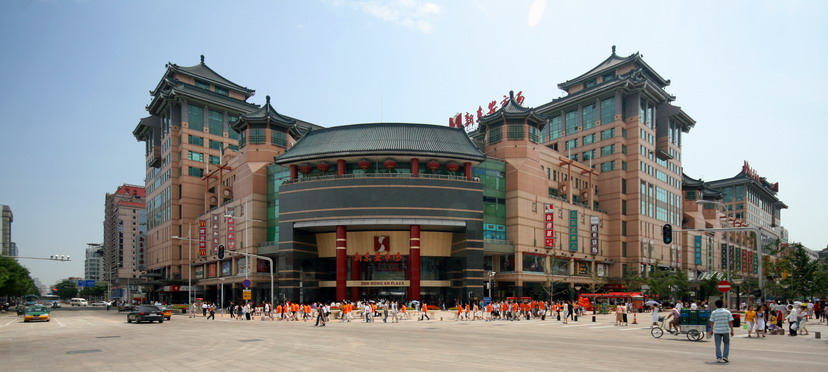
Dong'an Market / Beijing apm al norte de Wangfujing Street

Wángfǔjǐng (en chino simplificado, 王府井; pinyin, Wángfǔjǐng; literalmente, ‘Pozo de la mansión del príncipe’), situada en el Distrito de Dongcheng, Pekín, China, es una de las calles de tiendas más conocidas de la ciudad. La mayor parte de la zona de tiendas principal es peatonal y es muy popular para comprar para turistas y residentes de la capital. Desde mediados de la Dinastía Ming ha habido actividades comerciales en este lugar. Durante la Dinastía Qing, se construyeron diez mansiones aristocráticas y la residencia de la princesa, poco después de que se descubriera un pozo lleno de agua dulce, dando a la calle su nombre "Wang Fu" (residencia principesca), "Jing" (pozo). En 1903, se creó el Mercado Dong'an.

## Localización
La calle comienza en Wangfujing Nankou ("entrada sur"), donde se sitúan el Oriental Plaza, el Beijing Hotel y las salidas norte de la Estación de Wangfujing del Metro. La calle tiene dirección norte, pasando por la librería Wangfujing Xinhua, el Beijing Department Store y la Librería de idiomas extranjeros de Pekín hasta acabar en la Xin Dong An Plaza y la Iglesia de San José.

## Historia

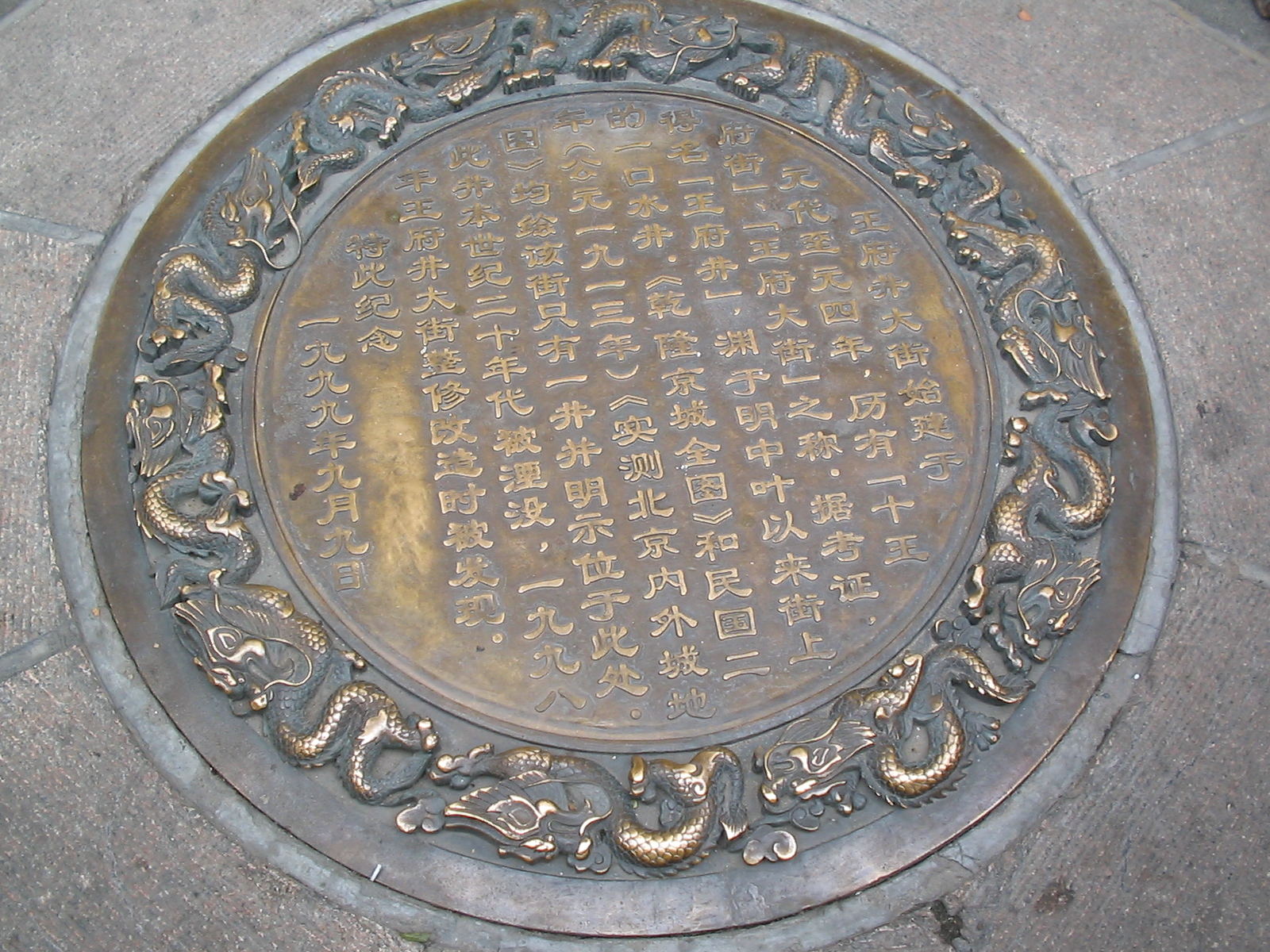
El Pozo de Wangfu, nombre del que deriva Wangfujing

La calle era conocida previamente como Morrison Street, en honor al periodista australiano George Ernest Morrison. Wangfujing es también una de las zonas tradicionales del centro de Pekín, junto con Liulichang.
Hasta finales de la década de 1990, la calle estaba abierta al tráfico. Las modificaciones en los años 1990 y 2000 convirtieron en peatonal (aparte del tranvía) gran parte de Wangfujing. El tráfico se desvía hacia el este de la calle.

## Tiendas
Wangfujing contiene tiendas de unas 280 marcas famosas de Pekín, como la tienda de sombreros Shengxifu, la tienda de zapatos Tongshenghe y la casa de té Wuyutai. Un estudio de fotografía que tomó fotos formales de los primeros dirigentes chinos, el New China Woman and Children Department Store, que fue ayudado a establecerse por Soong Ching-ling (Madame Sun Yat-sen), también está situado en esta calle.

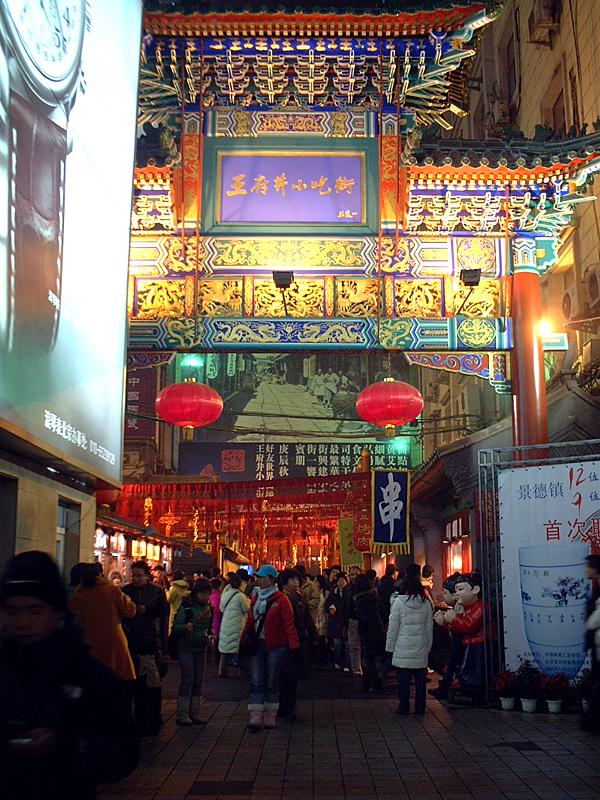
El gran paifang que señala la Wangfujing's Snack Street

## Comida y snacks
La Wangfujing Snack Street, situada en hutongs justo al oeste de la calle principal está llena de restaurantes y puestos de comida. Los puestos de comida ofrecen una gran variedad de comida callejera común y exótica. Los platos más populares son el chuanr (kebabs de carne, hechos usualmente de cordero) y postres como el tanghulu (frutas confitadas en un palo).
Más al norte y perpendicular a Wangfujing está Donghuamen Street, que tiene un mercado de alimentos nocturno. 

## Transporte

### Metro
Wangfujing tiene una estación en la Línea 1 del Metro de Pekín, situada en el sur de la calle, que está a una parada por el este de la Plaza de Tiananmen (Estaciones Tiananmen Oeste y Tiananmen Este).

## Galería

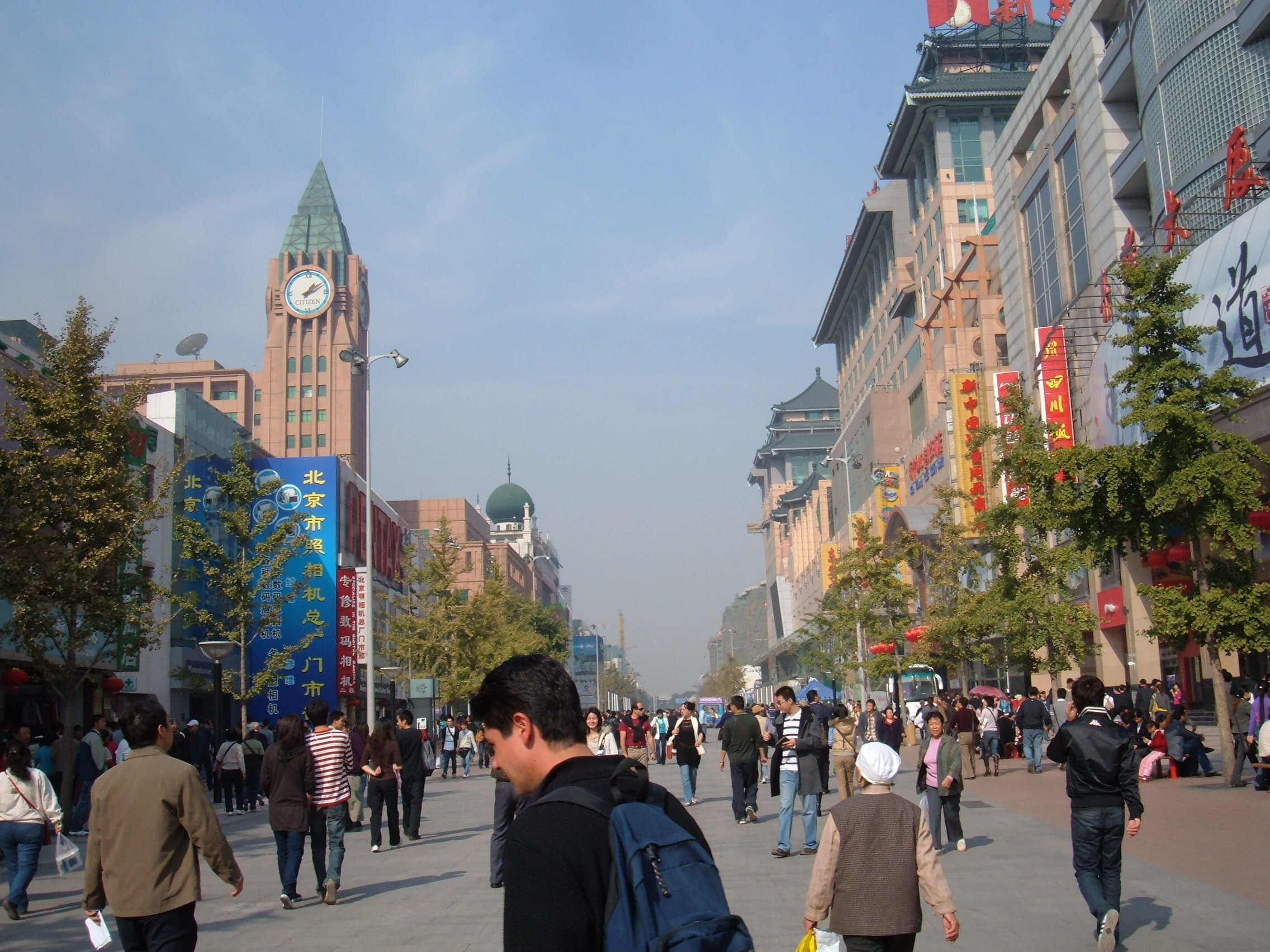
Calle peatonal Wangfujing
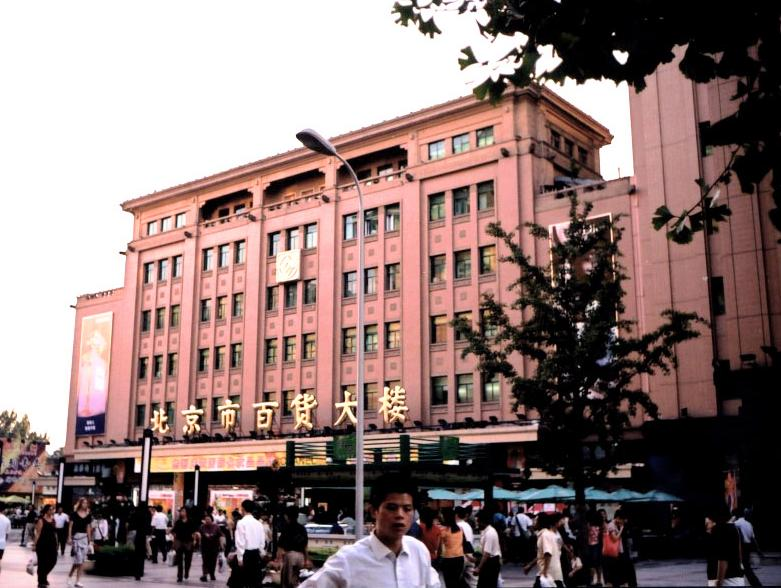
El Beijing Department Store, en Wangfujing
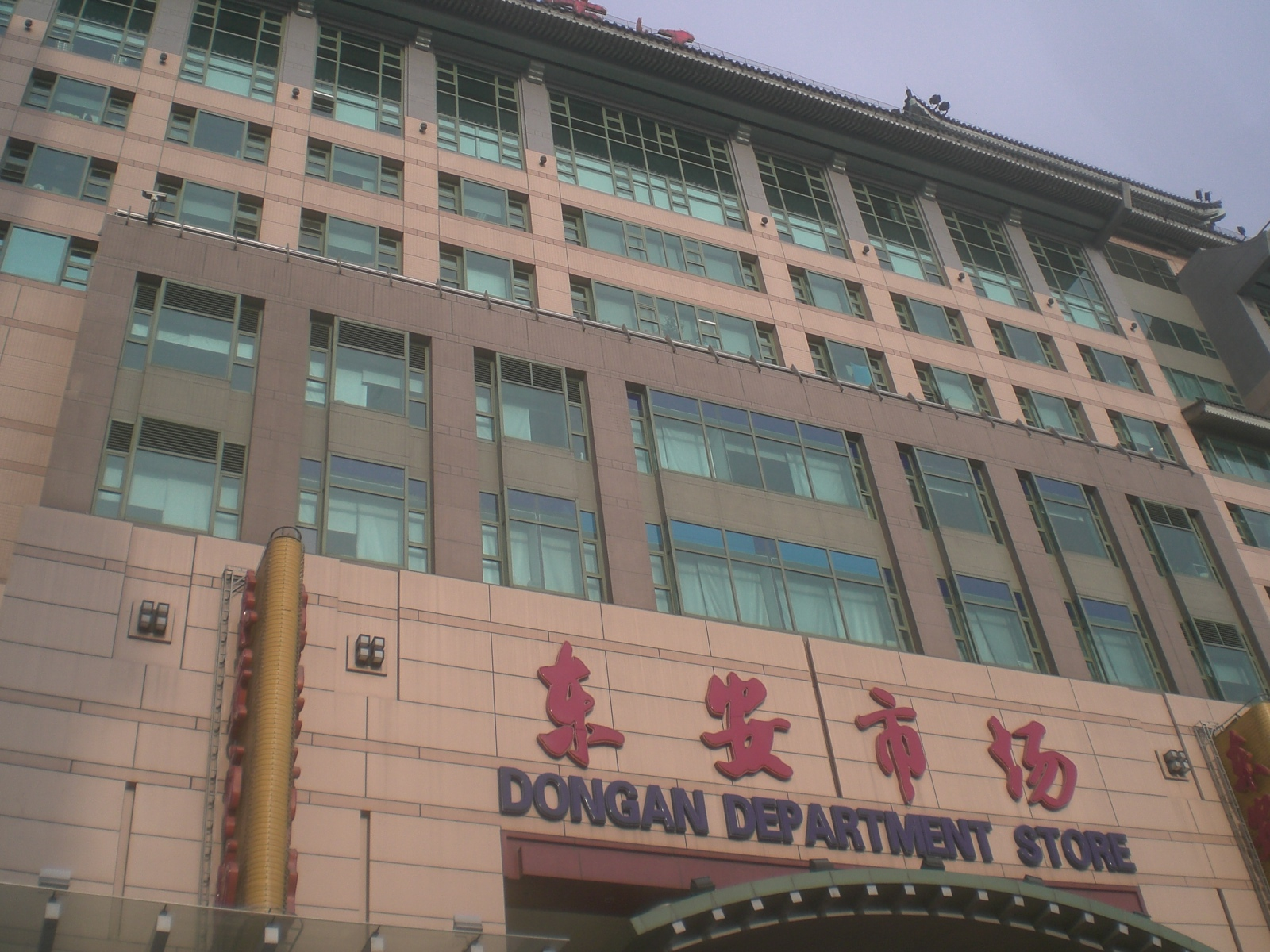
Los grandes almacenes Dong An
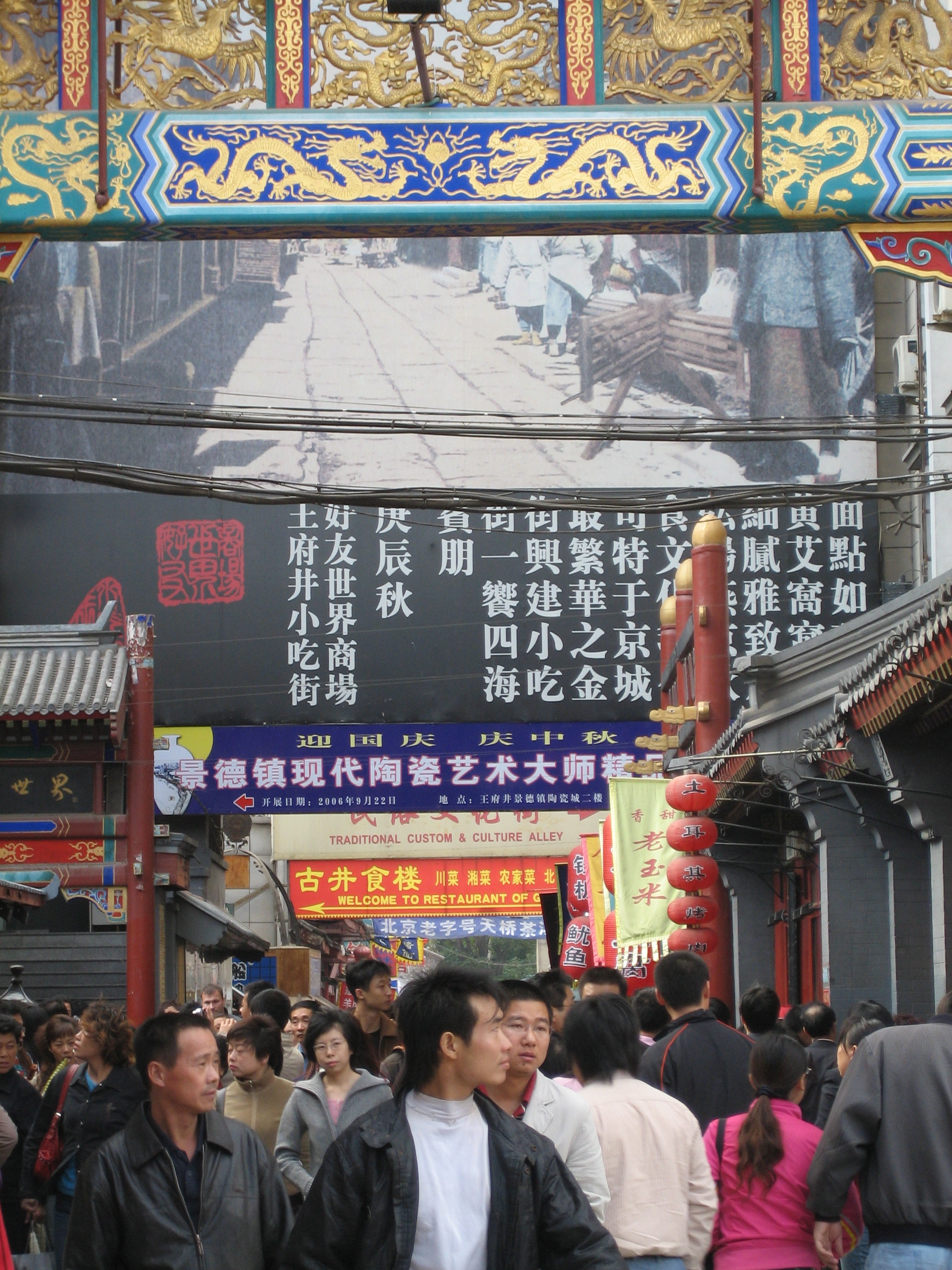
La Wangfujing Snack Street
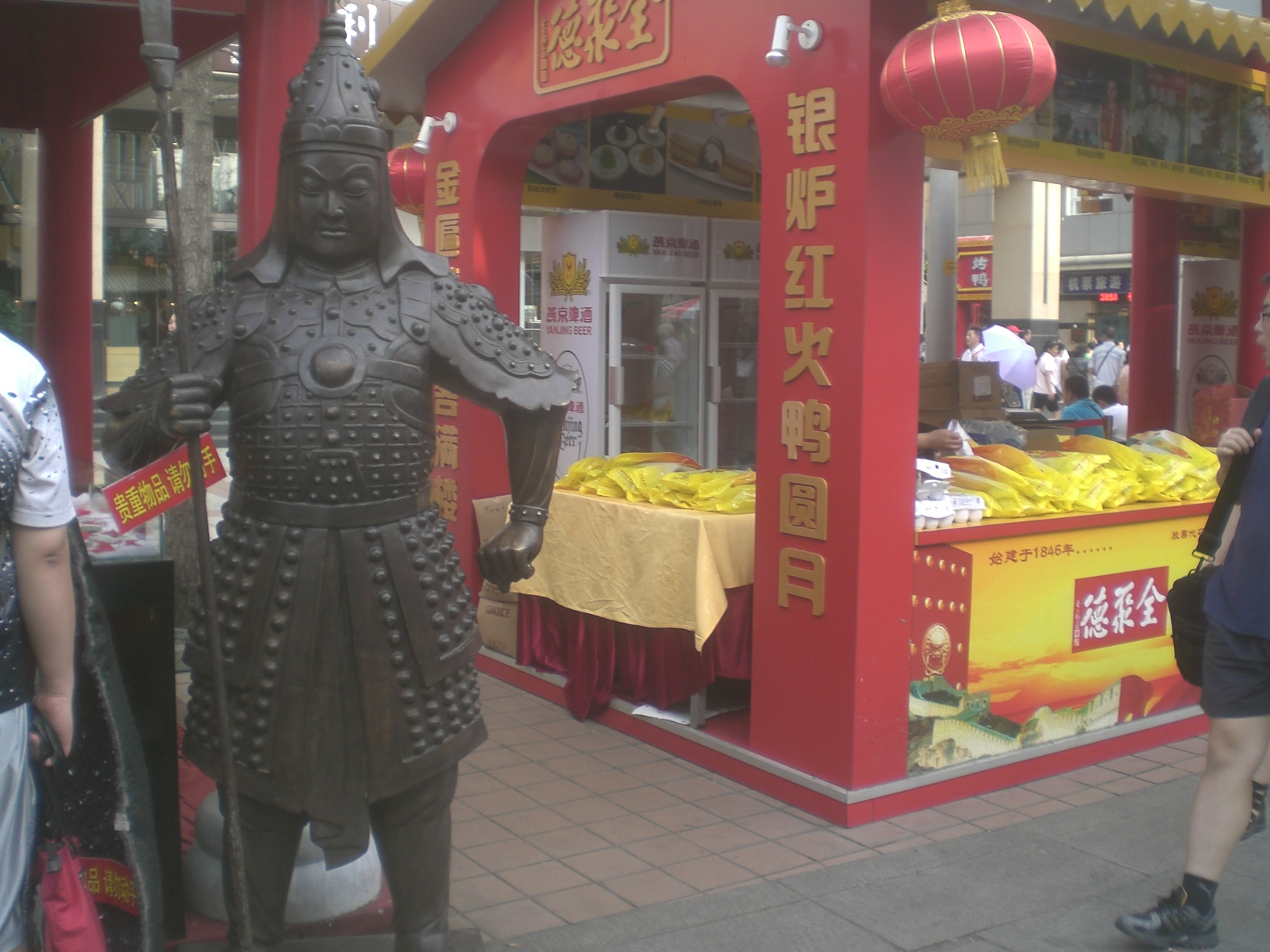
Estatua guardando un puesto de pato a la pequinesa.
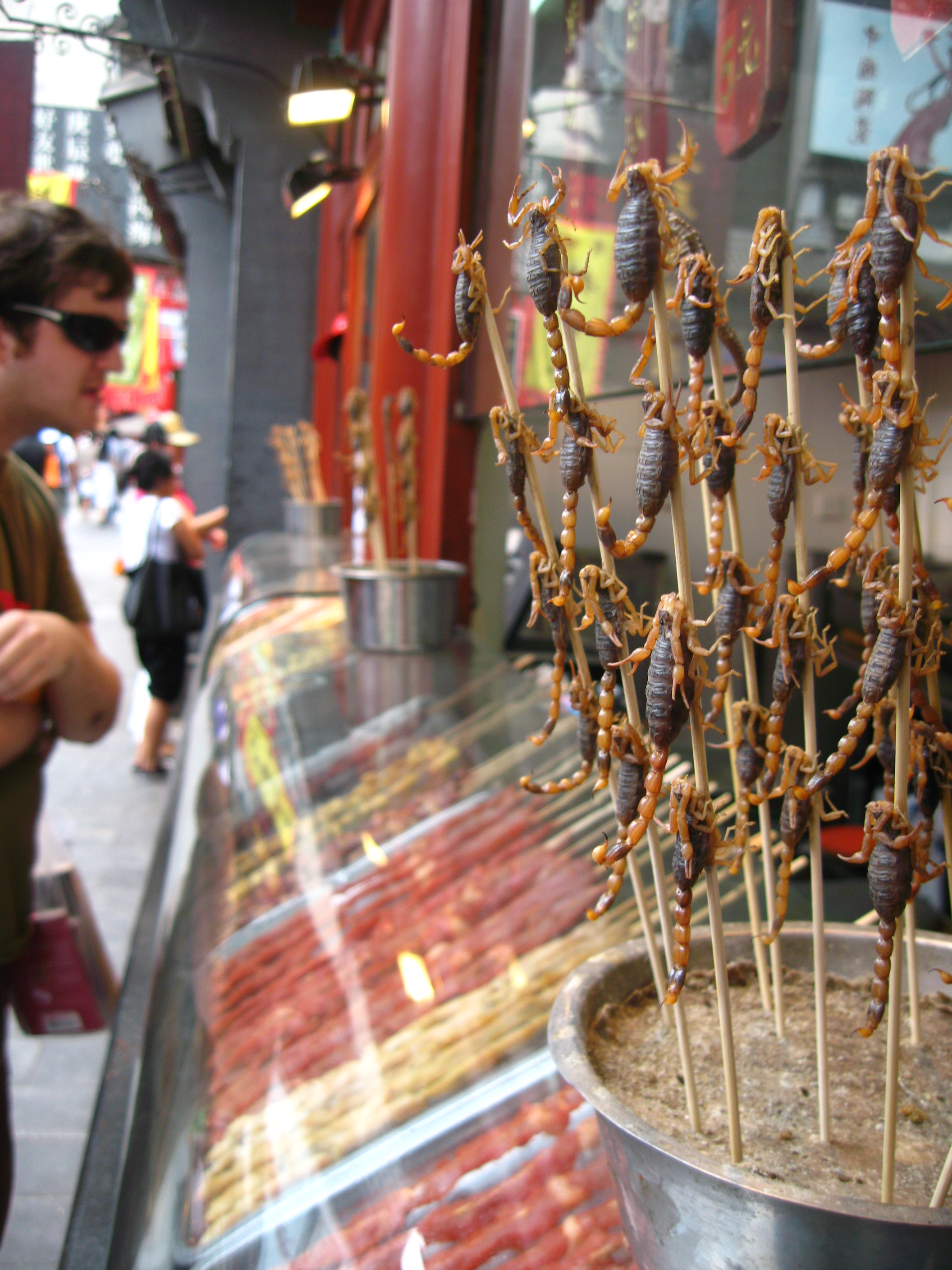
Escorpiones fritos
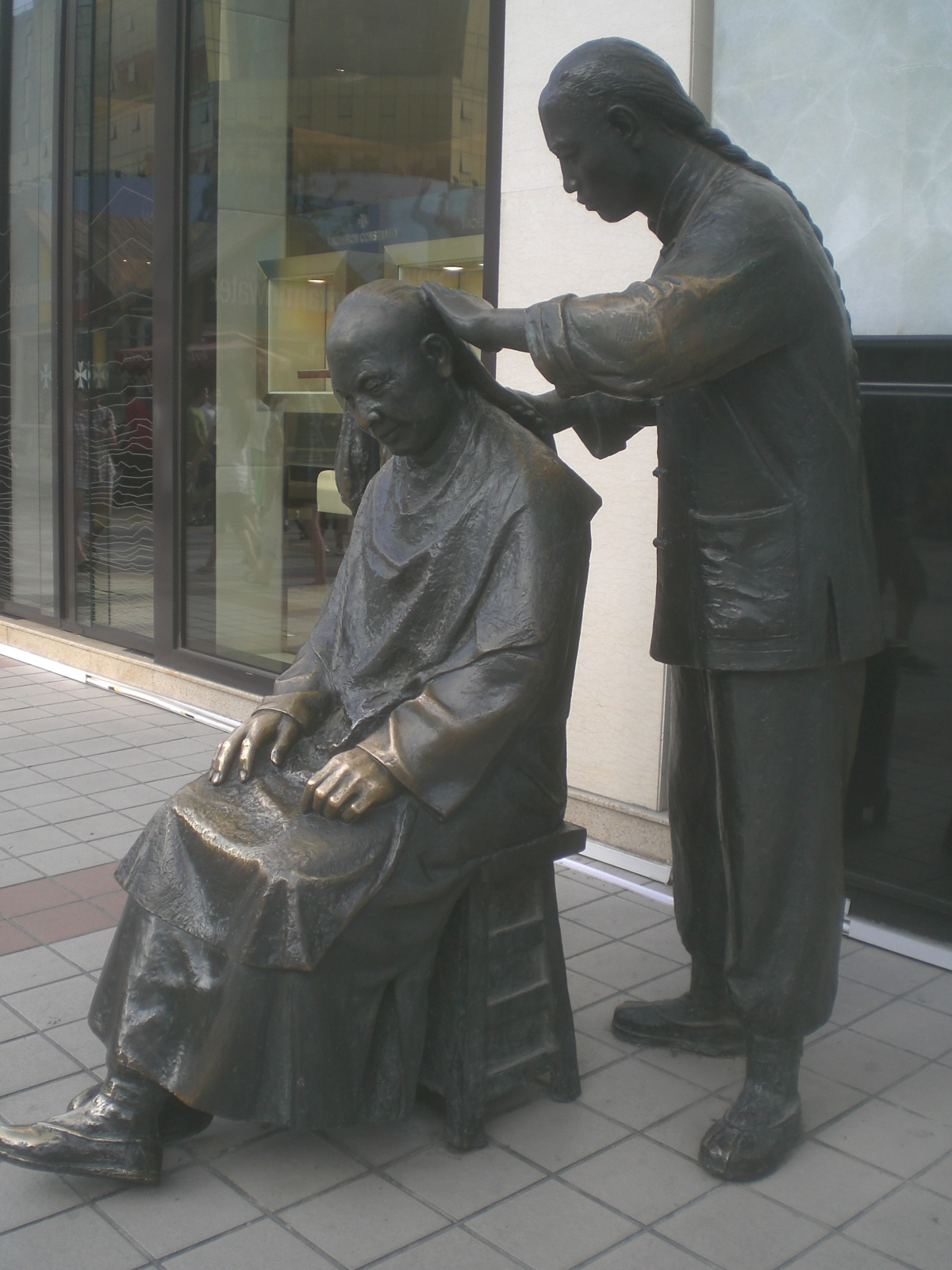
Esculturas de bronce del antiguo Pekín - barberos callejeros
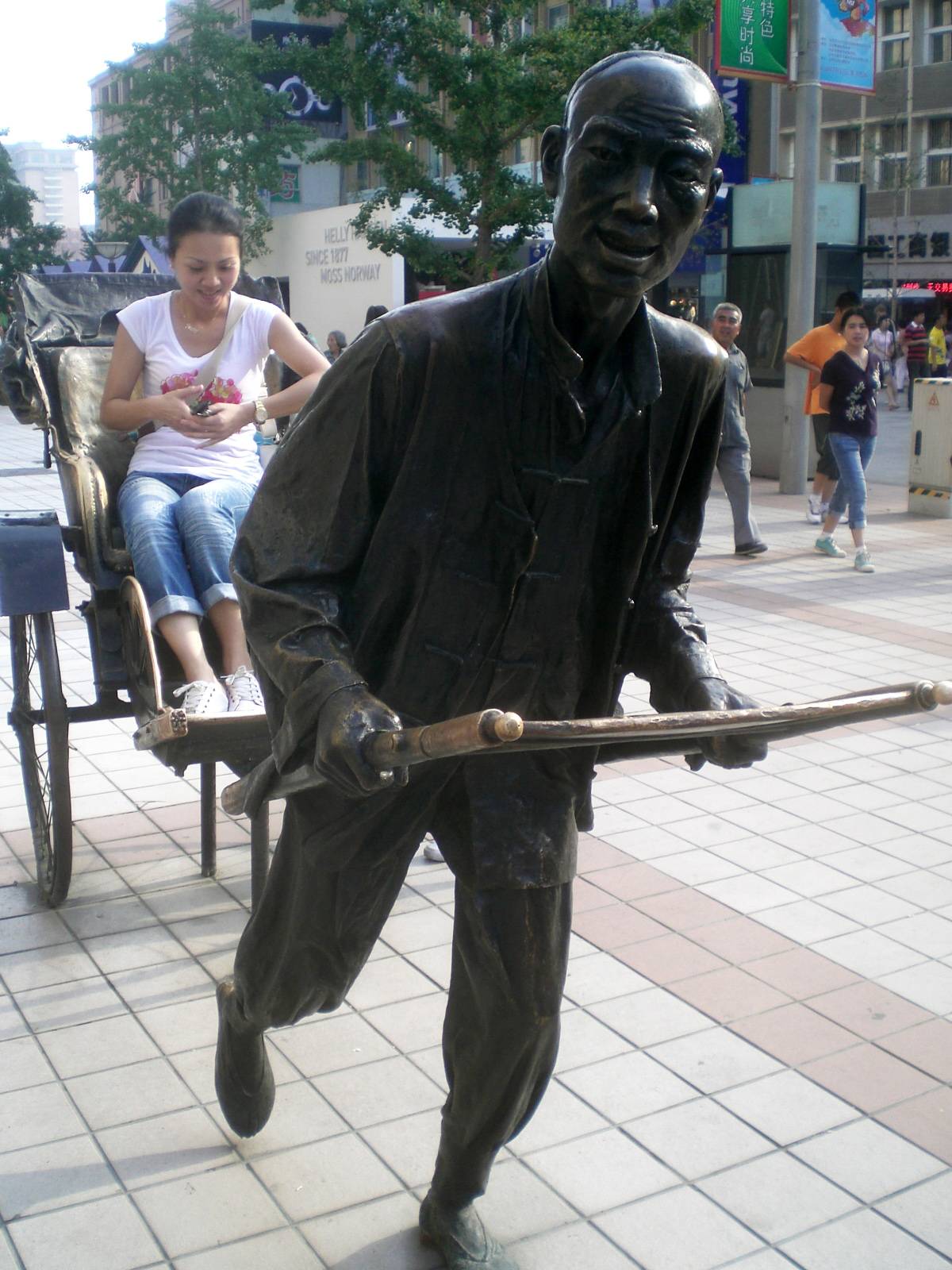
Esculturas de bronce del antiguo Pekín - rickshaw
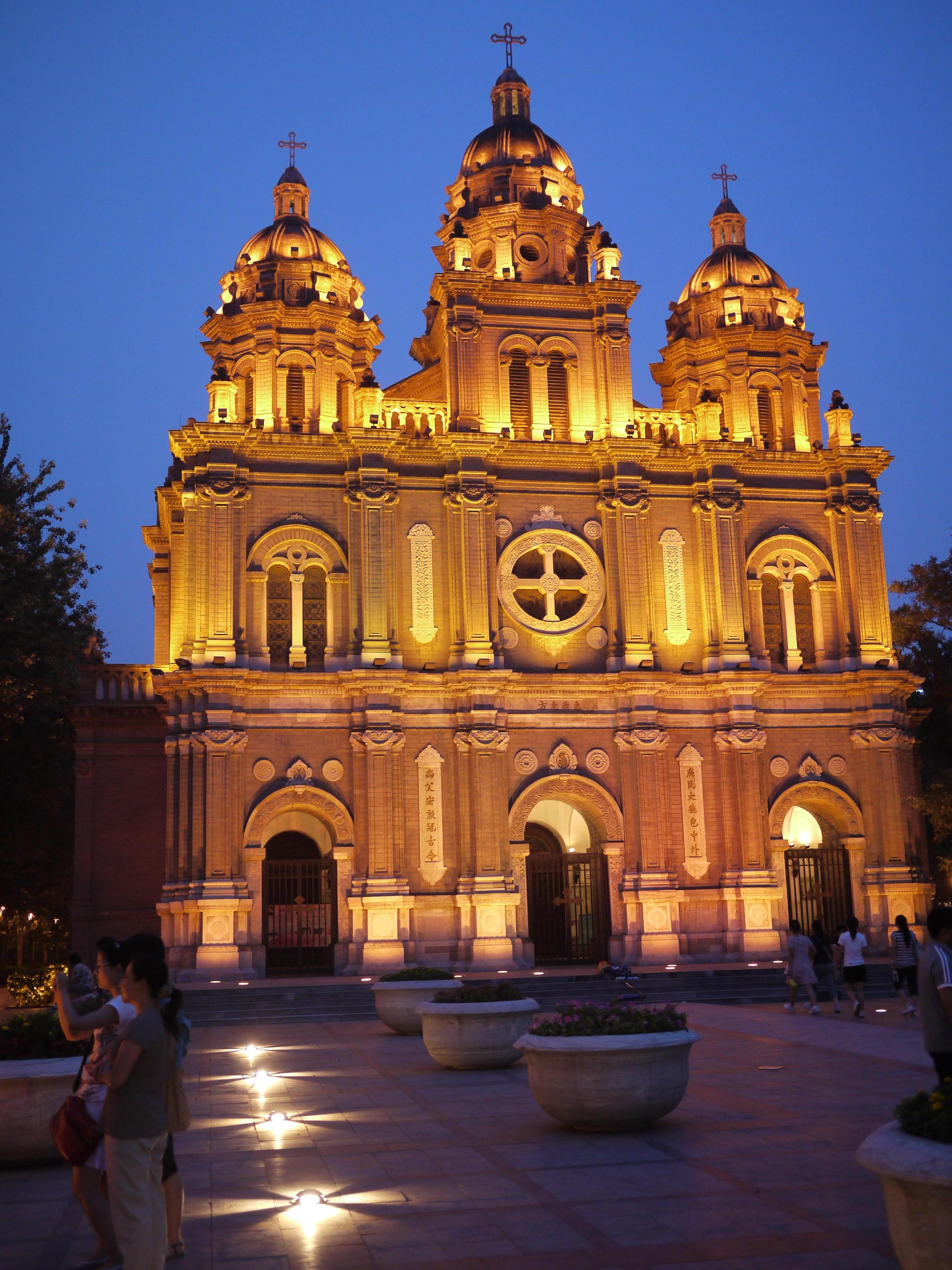
La Iglesia de San José, también conocida como Catedral de Wangfujing